# آلا کودریاوتسوا
 آلا کودریاوتسوا (روسی: А́лла Алекса́ндровна Кудря́вцева؛ زادهٔ ۳ نوامبر ۱۹۸۷) یک تنیس‌باز اهل روسیه است. 